# 도와촌 (고치현)
도와촌(일본어: 十和村)은 일본 고치현 하타군에 있던 촌이다. 2006년 3월 20일 구보카와정, 다이쇼정과 합병해 시만토정의 일부가 되었다.

## 역사
- 1957년 8월 1일 - 쇼와촌, 도카와촌이 합병해 성립하였다.
- 2006년 3월 20일 - 다이쇼정, 다카오카군 구보카와정과 합병해 다카오카군 시만토정이 성립하였다. 동일 도와촌은 폐지되었다.

## 교통

### 철도
- 시코쿠 여객철도
  - 도산 선

### 도로
- 국도 381호선

## 참고 문헌
- 角川日本地名大辞典編纂委員会,『角川日本地名大辞典 39 高知県』1983, 角川書店